# Gozo
Gozo (AFI: /ˈɡɔʣʣo/; storicamente anche Gozzo; in maltese Għawdex /ˈaːw.dɛʃ/; in greco antico Γαύλος?, Gaúlos) è la seconda isola per superficie dell'arcipelago delle Isole maltesi, compreso nella regione fisica italiana. L'isola di Gozo è situata a 4 km a nord-ovest dell'isola di Malta e, essendo priva di scali aerei, fa riferimento all'Aeroporto di Malta. Dal punto di vista amministrativo costituisce, assieme a Comino e a isolotti minori, la Regione di Gozo.

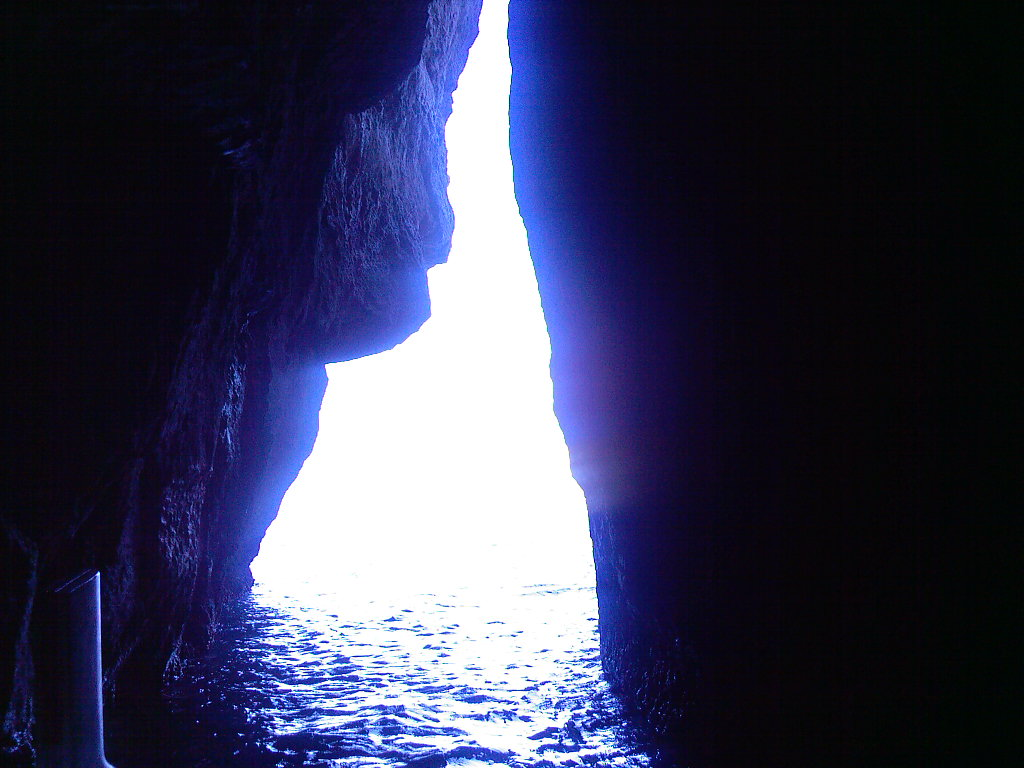
Grotta marina

## Origine del nome
L'isola venne chiamata dai Greci gaulos (in greco una specie di naviglio rotondo) e dai Romani gaulum (in latino coppa), per via della sua particolare forma. Gli Arabi ne alterarono successivamente il nome in ghaudex.

## Storia

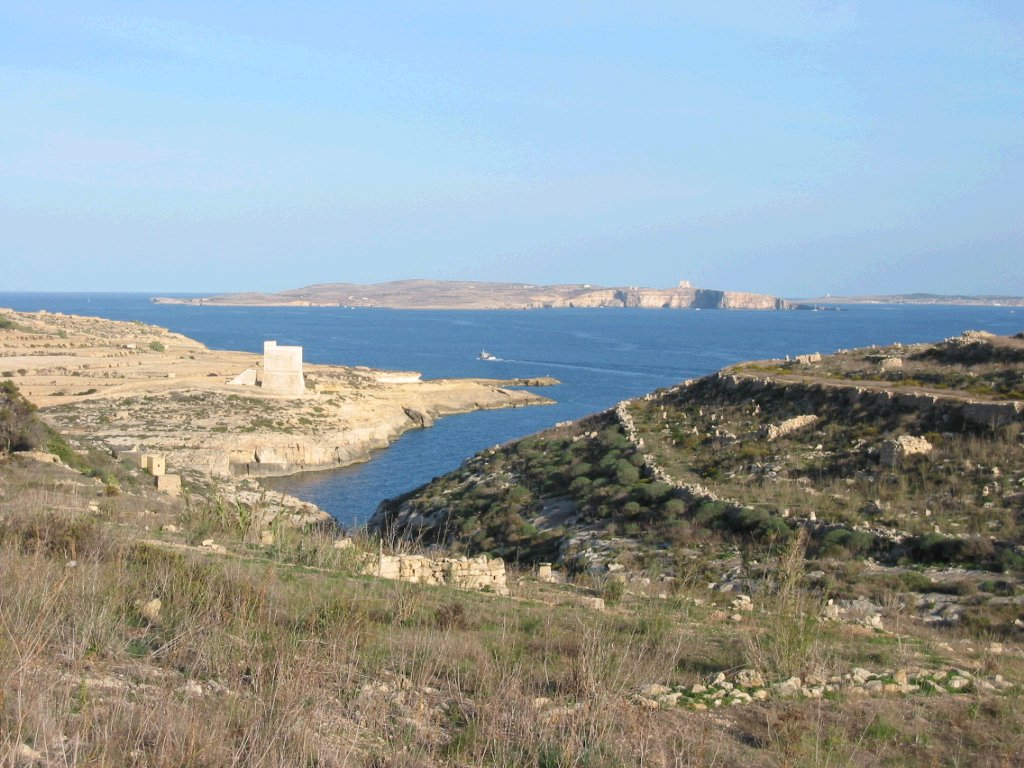
Mġarr Ix-Xini.

Gozo è stata abitata fin dal V millennio a.C., come dimostrano le strutture megalitiche dei templi di Gġantija che risalgono circa al 3600-2800 a.C. e sono le più antiche strutture del genere al mondo e le seconde strutture religiose artificiali al mondo dopo Göbekli Tepe. I primi insediamenti neolitici probabilmente provennero dalla Sicilia.
Nel luglio 1551 gli Ottomani conquistarono Gozo e ne sottomisero tutti gli abitanti, portandoli in Libia; il loro porto di riferimento fu Mġarr Ix-Xini.
La storia di Gozo è strettamente legata a quella della vicina isola di Malta, dal momento che da sempre il governo risiedette su quest'ultima. Dopo che fu parte dello Stato monastico dei Cavalieri di Malta si ricorda un solo periodo di autonomia tra il 28 ottobre 1798 e l'8 settembre 1801, formalmente sotto il Regno di Sicilia. Dal 1816 divenne dominio britannico, fino all'indipendenza.

## Geografia
Gozo copre 67 km² di superficie, cioè l'equivalente dell'isola di Hong Kong. L'isola è popolata da circa 30 000 abitanti, di cui 6 000 nella capitale Rabat. Si estende per circa 14 km di lunghezza e 7,25 km nel punto di massima larghezza.
I principali centri abitati sono Rabat, la capitale dell'isola, Għarb, Kerċem, Marsalforn, Nadur, Qala, San Lorenzo, Sannat, Xagħra, Xewkija, Xlendi, Żebbug.

### Le bellezze naturali
Ricca di notevoli paesaggi naturali, Gozo è conosciuta a livello internazionale per i fondali marini, meta di escursioni subacquee.

#### Dwejra
Il Mare interno a Dwejra

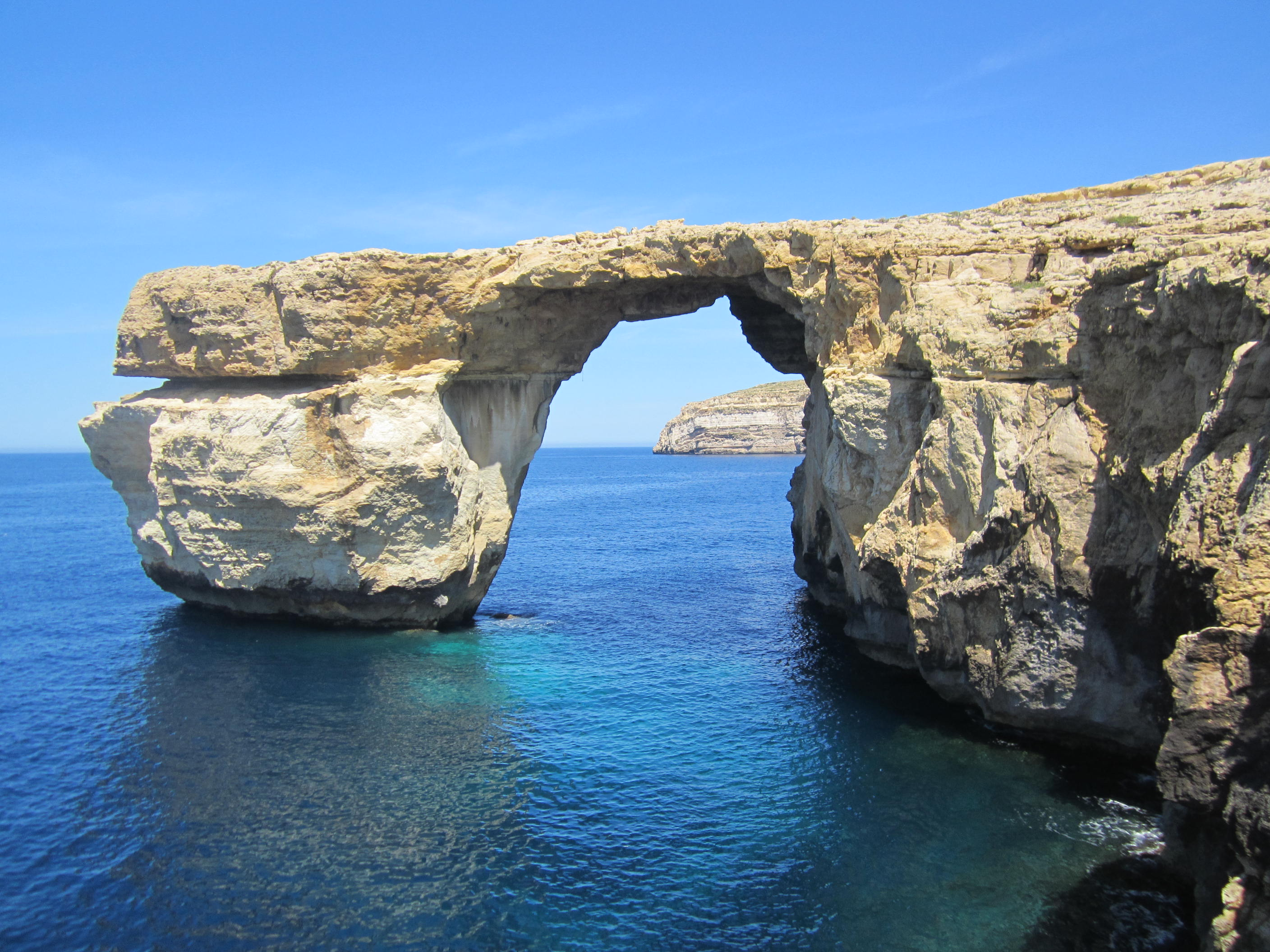
La Finestra Azzurra a Dwejra

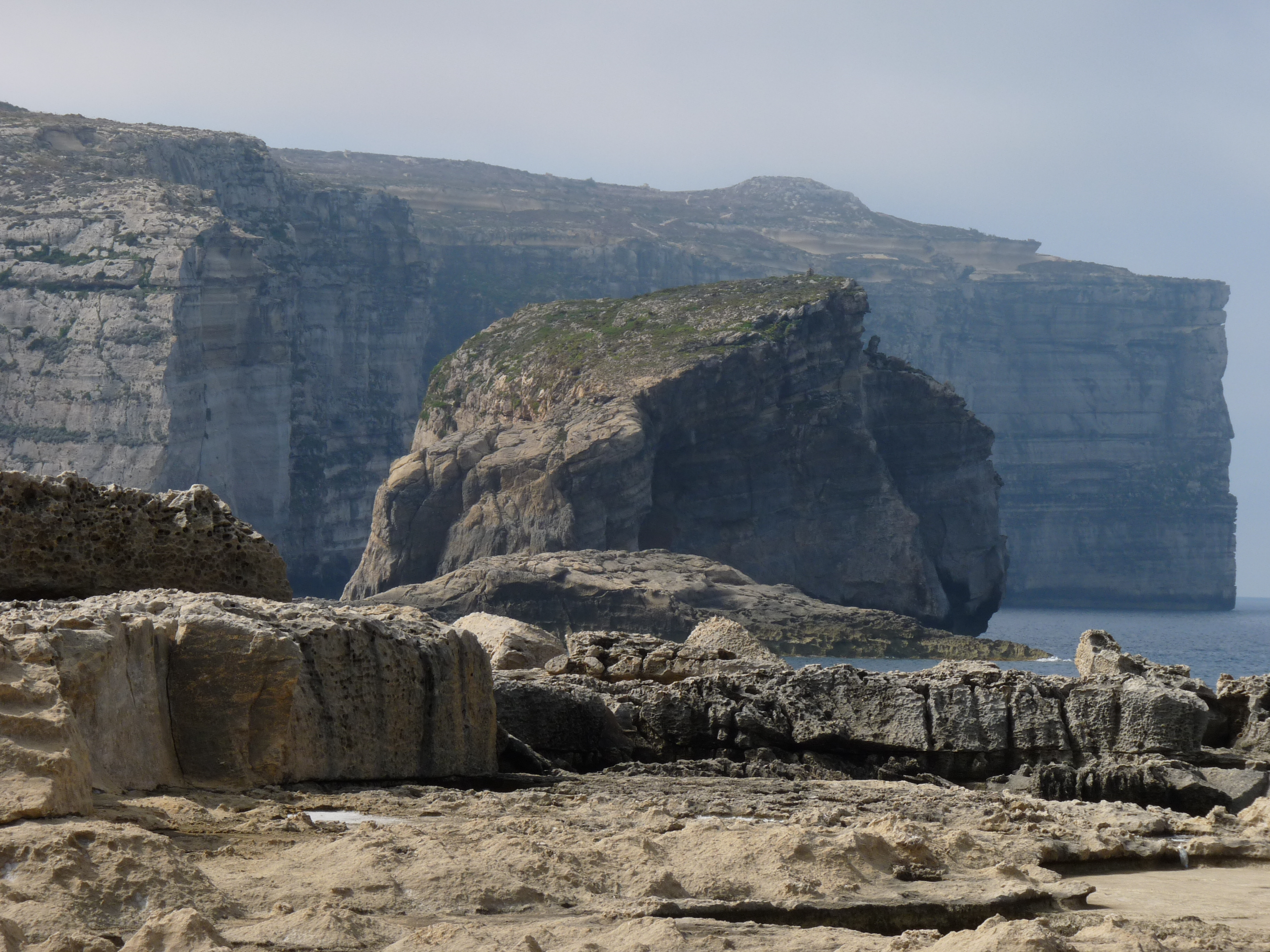
La Rocca del Generale a Dwejra

Nella zona di Dwejra (36°02′57.76″N 14°11′32.19″E), estremo punto dell'isola verso ovest, si può ammirare il Mare Interno (Il-Qawra in maltese) (36°03′12″N 14°11′32.5″E), il risultato del crollo della volta di una grande caverna per un centinaio di metri, che creò in tempi remoti un lago di acqua marina collegato al mare aperto attraverso una profonda fenditura nella roccia.
Sempre in questa zona, si poteva ammirare la maestosa Finestra Azzurra (Azure Window o It-Tieqa ż-Żerqa in maltese), un arco di pietra scavato dal mare che dominava l'intera zona e che offriva, nelle giornate di mare calmo, un ottimo punto di partenza per le immersioni. Tra le più visitate attrazioni di Gozo, la Azure Window è purtroppo crollata l'8 marzo 2017.
A circa 700 m a sud si può ammirare Fungus Rock (Il-Ġebla tal-Ġeneral in maltese) (36°02′47.26″N 14°11′23.23″E), un blocco di roccia che fuoriesce dal mare per oltre 50 metri e che, per la bellezza dei fondali, è un noto punto per le immersioni subacquee. Tale roccia è continuamente protetta poiché sulla sommità crescono piante rare (in passato scambiate per funghi) che devono essere conservate.

#### La Baia di Ramla

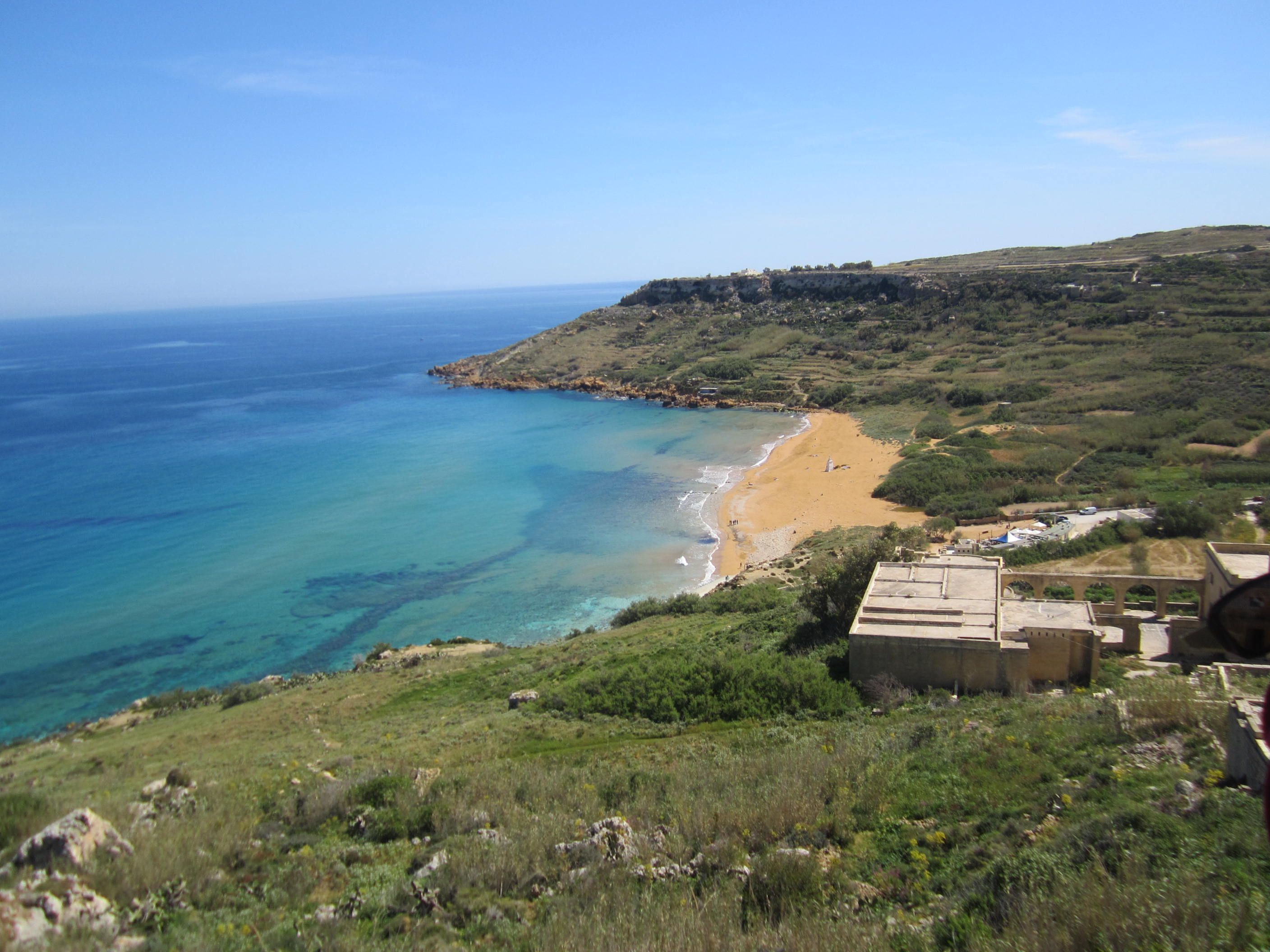
Ramla Bay

La Baia di Ramla (Ramla Bay, Ramla il-Ħamra) è a detta di tutti la più bella spiaggia dell'isola; il nome significa sabbie rosse, e deriva dalla particolare colorazione rossa della sua finissima sabbia.
A poca distanza dalla spiaggia (36°03′39.97″N 14°17′05.59″E), sul crinale della vicina cresta rocciosa, c'è la grotta di Calipso dell'Odissea di Omero (vedi sotto), dalla cui posizione si può ammirare la baia in tutto il suo splendore.
Sul lato opposto vi sono alcuni resti di un'antica villa romana.

#### San Blas Bay e Daħlet Qorrot

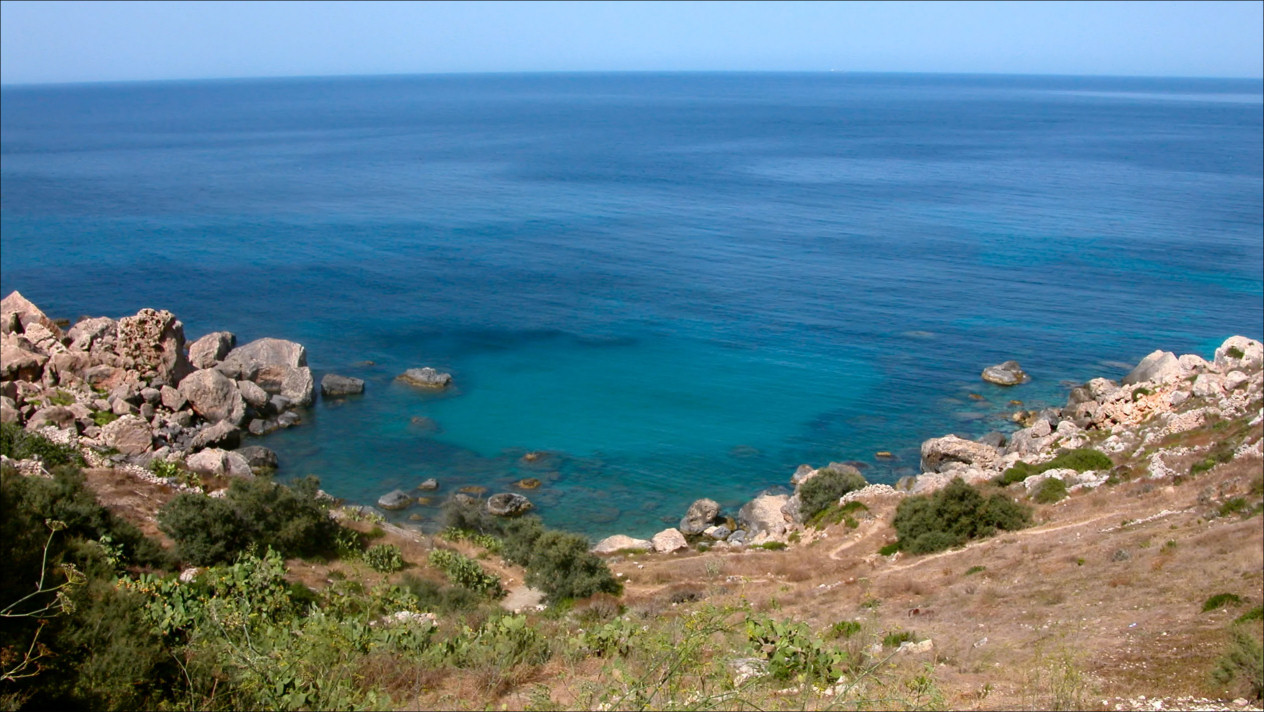
Daħlet Qorrot

Spostandosi a est rispetto a Ramla Bay si trovano altre due piccole spiagge sabbiose, San Blas Bay (36°03′24.98″N 14°18′06.16″E) e Daħlet Qorrot (36°02′56.01″N 14°18′59.3″E): la prima è difficilmente raggiungibile per via della strada in pessimo stato, ma decisamente molto suggestiva e poco frequentata dai turisti, la seconda molto più affollata e contornata da formazioni rocciose di globigerina, la tipica pietra maltese.

### I Templi di Ġgantija

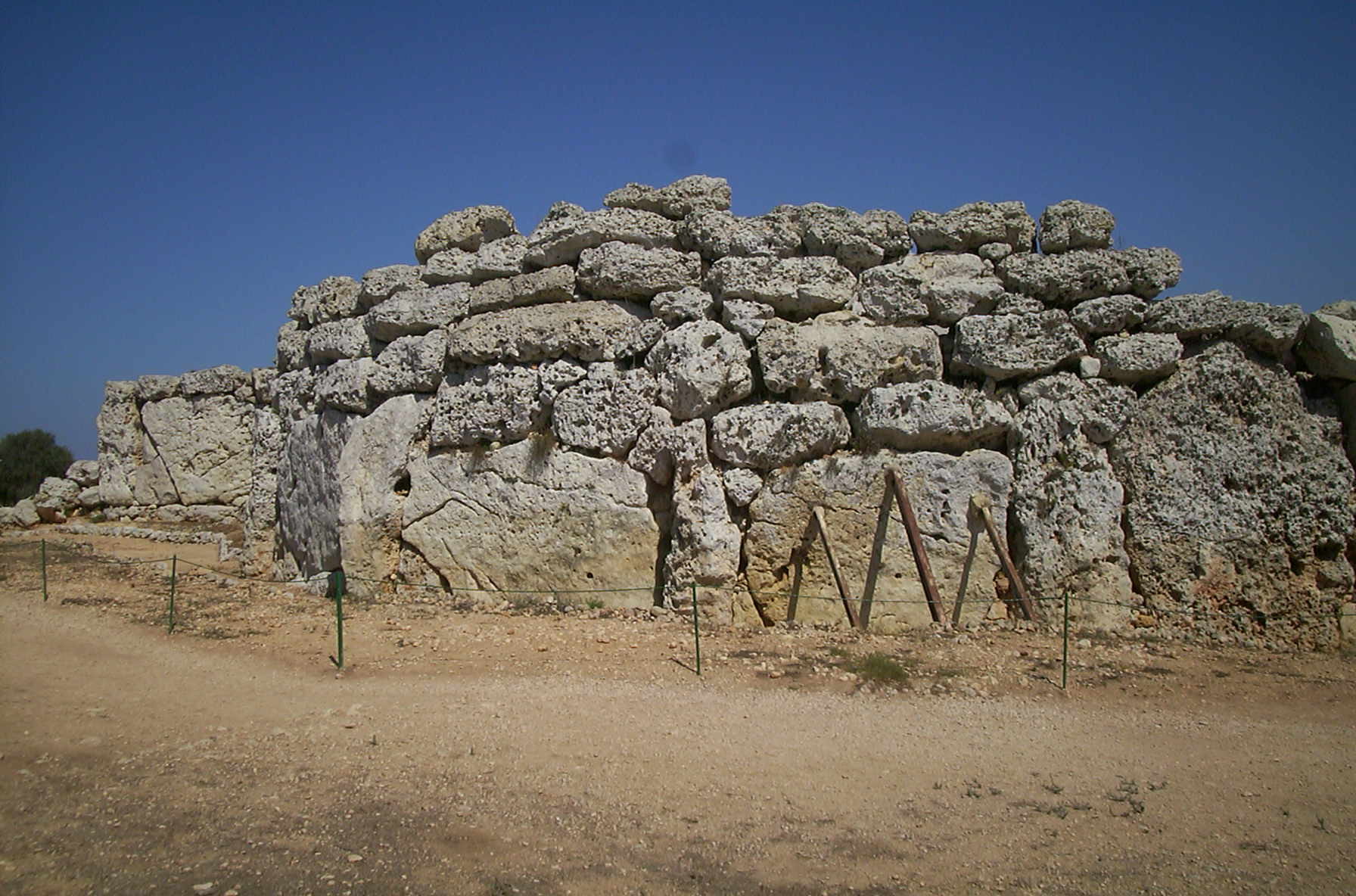
I templi di Ġgantija

I templi megalitici di Ġgantija situati a Xagħra (36°02′56.7″N 14°16′10.1″E), due dei sette dichiarati patrimonio dell'umanità dall'UNESCO, sono degni di nota per le loro strutture risalenti all'età del rame, tuttora ben conservate: in uno di questi venne trovato il bassorilievo del serpente, conservato ora nel museo archeologico di Rabat.

## Miti e leggende
Una leggenda dice che è a Gozo che la ninfa Calipso trattenne Ulisse prigioniero per sette anni, e ancora oggi si può vedere la grotta dove la ninfa, sempre secondo la leggenda, viveva, in prossimità della rinomata spiaggia di Ramla. Intorno alla caverna non c'è alcuna abitazione, a causa di una leggenda secondo la quale dentro la grotta ci sarebbe ancora lo spirito di Ulisse che produrrebbe strani lamenti.

## Trasporti

### Collegamenti con l'isola di Malta

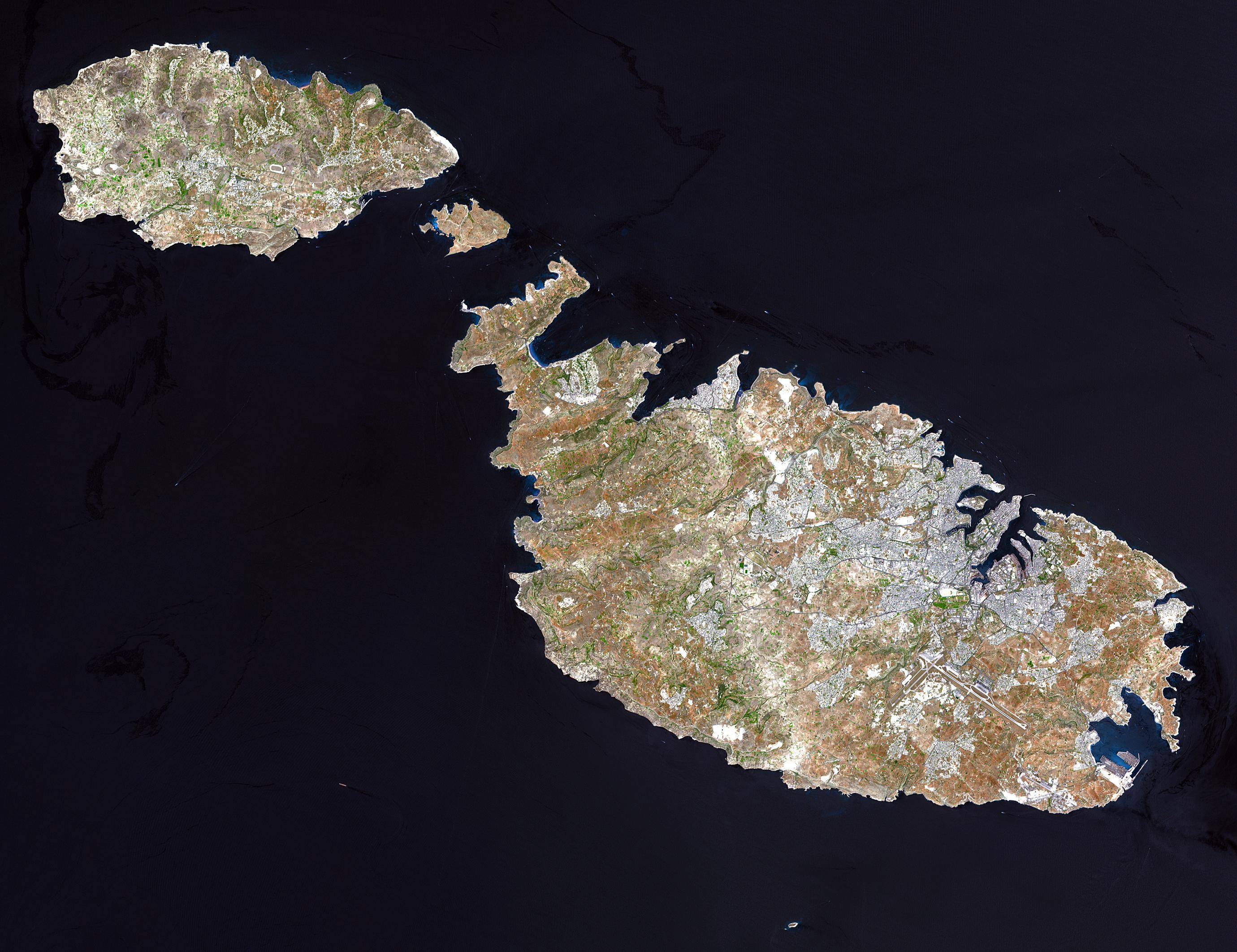
Le tre isole di Gozo, in alto a sinistra, Comino, in mezzo, e Malta, in basso a destra, viste dal satellite

La costruzione di un ponte o un tunnel tra le due isole è stato motivo di controversia per molti anni. Al momento l'isola è raggiungibile tramite traghetto o elicottero.
I collegamenti via traghetto attraverso il canale di Gozo sono effettuati dal porto di Ċirkewwa su Malta allo Mġarr Harbour su Gozo, e servono al trasporto di beni di consumo e di passeggeri. L'eliporto di Gozo collega l'isola all'aeroporto di Luqa.

### Trasporto Pubblico
Il servizio di trasporto pubblico a Gozo è gestito da Malta Public Transport, benché i titoli di viaggio acquistati a Malta non valgano a Gozo e viceversa, fatta eccezione per la Tallinja Card. Il servizio consiste nelle seguenti linee di autobus: 
- 301 Victoria - Xewkija - Għajnsielem - Mġarr (Ferry)
- 302 Victoria - Xewkija - Nadur - Ramla Bay
- 303 Victoria - Xewkija - Nadur - Qala - Għajnsielem - Mġarr (Ferry)
- 305 Victoria - Sannat - Ta' Cenc - Fontana - Victoria
- 306 Victoria - Fontana - Munxar - Xlendi
- 307 Victoria - Xagħra
- 308 Victoria - Għammar - Ta' Pinu - Għasri
- 309 Victoria - Żebbuġ
- 310 Victoria - Marsalforn
- 311 Victoria - Għarb - San Lawrenz - Dwejra
- 312 Victoria - Għarb - San Lawrenz
- 313 Victoria - Kercem - Santa Lucija
- 322 Marsalforn - Xagħra - Ramla - Nadur - Mġarr (Ferry)
- 323 Victoria - Xewkija - Għajnsielem - Mġarr (Ferry)
- 330 Victoria - Fontana - Xlendi

City Sightseeing Gozo opera due linee turistiche in partenza da Mġarr e da Victoria, che permettono un giro completo dei siti turistici di Gozo.

## Sport
- Campionato di calcio di Gozo
- I Gozo Tornadores che sono iscritti al campionato maltese di baseball dal 1993.
- La VIVA World Cup 2010 si è svolta a Gozo.

## Villaggi e Città di Gozo
- Fontana (aka Il-Fontana / Triq il-Għajn)
- Għajnsielem
- Għarb (aka L-Għarb)
- Għasri (aka L-Għasri)
- Kerċem (aka Ta' Kerċem)
- Marsalforn
- Ghain Sielem (aka L-Imġarr / Ix-Xatt / Porto Migiarro / Mġarr)
- Munxar (aka Il-Munxar)
- Nadur
- Qala (aka Il-Qala)
- Rabat o Victoria
- San Lawrenz
- Sannat (aka Ta' Sannat)
- Santa Lucia (Gozo)
- Xagħra
- Xewkija
- Xlendi
- Żebbug